# AS de Vacoas-Phoenix
El AS de Vacoas-Phoenix es un equipo de fútbol de las Islas Mauricio que juega en la Liga Premier de las islas Mauricio, la liga de fútbol más importante de las islas.

## Historia
Fue fundado en el año 2000 en la ciudad de Vacoas-Phoenix y ha ganado 3 títulos de copa de Mauricio.
A nivel internacional ha participado en 2 torneos continentales, donde su mejor actuación ha sido en la Copa Confederación de la CAF del año 2009, alcanzando la segunda ronda.

## Palmarés
- Copa de Mauricio: 1

2010
- Copa de la República de Mauricio: 1

2006
- Copa Milenio de Mauricio: 1

1999/00

## Participación en competiciones de la CAF
| Temporada | Torneo                       | Ronda      | Club                 | Casa | Visita | Global |
| --------- | ---------------------------- | ---------- | -------------------- | ---- | ------ | ------ |
| 2000      | Liga de Campeones de la CAF  | Preliminar | St Michel United FC  | 1-1  | 2-1    | 3-2    |
| 2009      | Copa Confederación de la CAF | Preliminar | AS Adema             | 1-1  | 1-0    | 1-2    |
| 2009      | Copa Confederación de la CAF | 1          | Mamelodi Sundowns FC | 0-3  | 1-6    | 1-9    |